# Wapen van Rotterdam
Het wapen van Rotterdam bestaat uit vier leeuwen, twee zwarte en twee rode, op een gouden veld. De onderzijde is groen doorsneden met een witte band die de Rotte symboliseert. De beschrijving luidt:
"Doorsneden; I gevierendeeld; 1 en 4 in goud een gaande leeuw van sabel, getongd en genageld van keel; 2 en 3 in goud een gaande leeuw van keel, getongd en genageld van azuur; II in sinopel een paal van zilver. Het schild gedekt door een gouden kroon met vijf bladeren en vier parels. Schildhouders; twee klimmende leeuwen van natuurlijke kleur, getongd van keel; het geheel staande op een muur van gemetselde stenen, waartegen golven spoelen. Wapenspreuk; 'Sterker door strijd' in letters van sabel op een wit lint langs de muur."

## Geschiedenis
Volgens de overlevering zou het wapen van Rotterdam zijn toegekend door graaf Willem III van Holland en Henegouwen als dank voor de Rotterdamse steun in zijn strijd tegen Vlaanderen in 1304. De leeuwen zijn twee rode Hollandse leeuwen en twee zwarte Vlaamse leeuwen, die tezamen het wapen van Henegouwen vormen. Of de verklaring op waarheid berust is onbekend. In elk geval kloppen de data niet, want Rotterdam kreeg pas in 1340 een begin van stadsrechten. Wat wel vaststaat, is dat in het zegel van Rotterdam vanaf 1351 vier leeuwen zijn afgebeeld.
Ten tijde van de Franse overheersing werd het oude wapen voorzien van een schildhoofd met drie gouden bijen op een veld in keel. Deze decoratie toonde aan dat de stad tot de eerste klasse van de bonne villes de l'empire behoorde. Dit was  de Franse aanduiding voor de goede steden van het Rijk. Ook kreeg het wapen een muurkroon met daarop een Franse adelaar. 
Na het einde van de Franse tijd kreeg de stad een nieuw wapen dat sterk leek op het wapen dat gebruikt werd voor de invoering van het Napoleontische wapen. Het nieuwe wapen heeft een aantal aanpassingen ten opzichte van het oude wapen: de twee aanziende (naar de toeschouwer kijkende) leeuwen als schildhouders staande op een grasveld en de kroon op het schild. Het oude wapen voerde geen kroon en het nieuwe wapen voert een gravenkroon. Dit wapen werd op 16 juli 1816 bij koninklijk besluit verleend.
Na de Tweede Wereldoorlog werd het devies Sterker door strijd toegevoegd aan het wapen Rotterdam. Dit devies werd in 1948 toegekend door koningin Wilhelmina. Hiervoor had Rotterdam een ander motto: "Navigare necesse est".

## Verwant wapen
Het bisdom Rotterdam gebruikt de kleuren van het wapen van de gemeente Rotterdam.

Wapen bisdom Rotterdam